# 켐바 워커

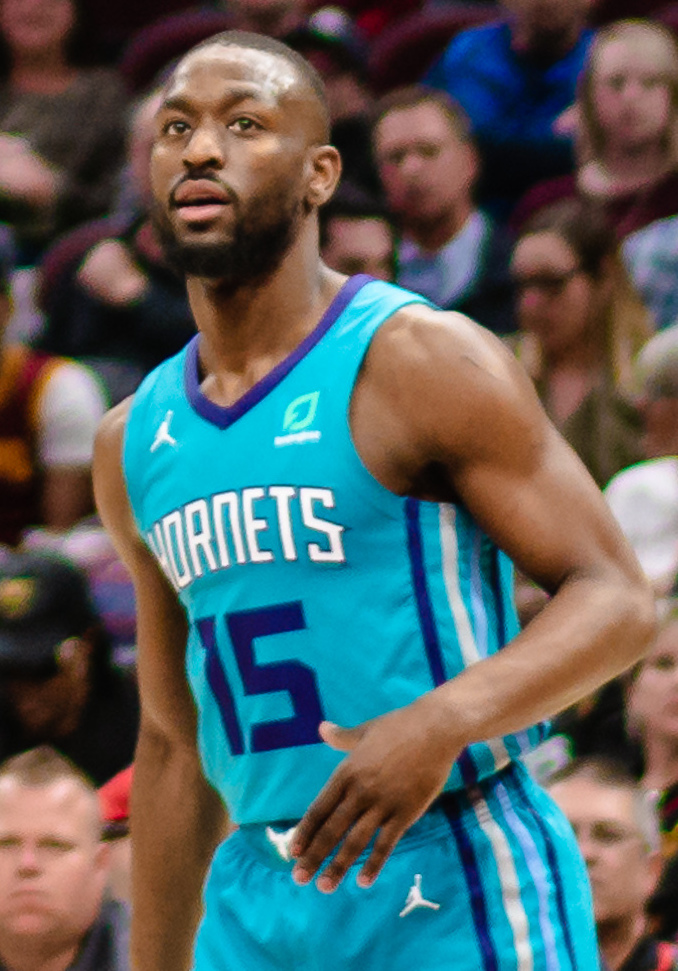
2019년 모습

켐바 워커(Kemba Walker, 본명: 켐바 허들리 워커, Kemba Hudley Walker, 1990년 5월 8일 ~ )는 미국 프로 농구 코치이자 NBA(전미 농구 협회)의 샬럿 호니츠의 선수 향상 코치였던 전 선수이다. 2011년 NBA 드래프트에서 샬럿 밥캣츠에 전체 9순위로 지명되었고, 보스턴 셀틱스, 뉴욕 닉스, 댈러스 매버릭스에서 활약한 후 AS 모나코에서 경력을 마무리했다. 코네티컷 허스키스에서 대학 농구를 했다. 2010-11 시즌에 워커는 미국 최고의 득점자였으며 컨센서스 1군 올 아메리칸으로 선정되었다. 그는 또한 허키스를 2011 NCAA 챔피언십으로 이끌었고 토너먼트 최우수 선수상을 수상했다. 워커는 NBA 올스타에 4회 선정됐을 뿐만 아니라 LNB 엘리트 챔피언이기도 하다.

## 프로 경력
- 샬럿 밥캣츠/호네츠 (2011-2019)
  - 2011-12 시즌: 루키 시즌
  - 2012-13 시즌: 2학년 시즌
  - 2013-14 시즌: 첫 플레이오프 출전
  - 2014-15 시즌: 무릎 수술
  - 2015-16 시즌: 돌파구
  - 2016-17 시즌: 첫 올스타 선정
  - 2017-18 시즌: 제2회 스포츠맨십 상
  - 2018-19 시즌: 올-NBA 선정 및 호네츠와의 마지막 시즌
- 보스턴 셀틱스 (2019-2021)
- 뉴욕 닉스(2021~2022)
- 댈러스 매버릭스 (2022-2023)
- AS 모나코 (2023-2024)

## 코칭 경력
- 샬럿 호네츠 (2024-현재)